# Hassan al-Kalbi
Hassan ibn Ali ibn Abi l-Hassan al-Kalbi (arabisch الحسن بن علي بن أبي الحسين الكلبي, DMG al-Ḥasan b. ʿAlī b. Abī l-Ḥasan al-Kalbī; † 964) war von 948 bis 954 Emir von Sizilien. Er war der Begründer der dortigen muslimischen Dynastie der Kalbiten, die die Insel bis zur Mitte des 11. Jahrhunderts beherrschte.

## Vorgeschichte

Italien um das Jahr 1000

Sizilien war zwischen 827 und 878 von den Arabern der Aghlabiden-Dynastie von Ifrīqiya (Tunesien) erobert worden.  Nach dem Sturz der Aghlabiden im Jahre 909 machten sich die Emire von Sizilien zunächst zunehmend selbständig.  In dieser Zeit kam es jedoch auch zu bürgerkriegsähnlichen Unruhen, die in tief verwurzelten Gegensätzen zwischen Arabern und Berbern sowie zwischen Arabern nord- und südarabischer Herkunft begründet lagen und die z. B. im mehrheitlich arabischen Palermo und im berberischen Agrigent in bewaffneten Aufständen kulminierten. Den Fatimiden, die die Aghlabiden in Nordafrika verdrängt hatten, gelang es erst während der Amtszeit Al-Qaims (934–946), ihres zweiten Imams, ihre Oberhoheit auch in Sizilien durchzusetzen.  Von 944 bis 947 waren Al-Qaim und sein Sohn Isma`îl al-Mansûr, der dritte Kalif der Fatimiden (946–953), allerdings damit beschäftigt, die Berber-Rebellion der Charidschiten unter Abu Yazid in Nordafrika niederzuwerfen.  Erst dann wandte Isma`îl al-Mansûr seine Aufmerksamkeit wieder auf Sizilien. Um die noch immer turbulente Lage dort in den Griff zu bekommen, ernannte er 948 Hassan al-Kalbi zum Gouverneur und Emir von Sizilien.

## Herkunft
Hassan bin Ali al-Kalbi stammte aus einer einflussreichen kalbidischen Familie aus dem Stamm Kalab bin Wabara der Banu Abil Hussain. Die Banu Kalb, die schon vor der Begründung des Islam aus Südarabien in die Gegend des heutigen Syrien, Jordanien und West-Irak gezogen waren und seitdem dort eine vorherrschende Stellung innehatten, hatten insbesondere seit der Zeit der Umayyaden eine erhebliche Rolle gespielt, und mindestens vier Kalbiden waren zwischen 722 und 746 Gouverneure von Al-Andalus in Córdoba. Unter den sunnitischen Aghlabiden hatten sie in Nordafrika an Einfluss verloren, doch unter den schiitischen Fatimiden, denen sie während und nach ihrer Machtübernahme wertvolle Dienste leisteten, kamen ihre Stammesfürsten wieder in Amt und Würden. Hassan al-Kalbis Vater war Ali bin Ali al-Kalbi, Schwiegersohn des von 917 bis 936 amtierenden fatimidischen Gouverneurs von Sizilien, Salim bin Abi Rashid. Ali bin Ali fiel 938 bei der Belagerung von Agrigent. Sein Sohn Hassan hatte sich bei den Feldzügen der Imame al-Qaim and al-Mansûr Gegen Abu Yazid ausgezeichnet und sich damit für höhere Aufgaben im Dienste der Fatimiden empfohlen.

## Herrschaft
Hassan al-Kalbi residierte in Palermo. Es gelang ihm sehr schnell, die Aufstände zu unterdrücken und den inneren Frieden auf Sizilien wiederherzustellen.  Er stärkte seine Armee, wehrte byzantinische Angriffe ab, unternahm erneute Raubzüge nach Italien, und zwang Byzanz zur Wiederaufnahme der nach dem Sturz der Aghlabiden eingestellten Tributzahlungen an die Fatimiden.  Seine Herrschaft läutete eine Blütezeit Siziliens ein. Muslimische Einwanderer, darunter viele aus Nordafrika zwangsweise umgesiedelte Berber, stärkten die Wirtschaftskraft der Insel. Die wachsenden Einkünfte aus Abgaben, Tributzahlungen und Raubzügen erlaubten Hassan al-Kalbi, rege Bautätigkeiten in Palermo zu finanzieren.  So wurden während seiner Amtszeit die ersten der berühmten Qanate unter der schnell wachsenden Stadt gebaut, deren Wasserversorgung so sichergestellt wurde.  Paläste, Moscheen und Schulen wurden gebaut und Gärten angelegt, und Palermo wuchs zu einer Metropole von 200.000 Einwohnern, in der Handwerk und Handel blühten.
Als Imam Ismail al-Mansûr im Jahre 952 starb, ging Hassan al-Kalbi in die neue fatimidische Hauptstadt al-Mansuriya, ob freiwillig oder auf Befehl ist nicht klar. Sein Sohn Ahmad ibn Hassan († 969) folgte ihm als Emir von Sizilien. Hassan al-Kalbi starb 964. Das Emirat Sizilien blieb, mit einer kurzen Unterbrechung zwischen 1037 und 1040, bis 1053 in praktisch erblichem Besitz seiner Nachkommen, der Kalbiten, die insgesamt zehn Emire von Sizilien stellten.